# Miss Polski 2018
Miss Polski 2018 – 29. edycja konkursu piękności Miss Polski. Gala finałowa odbyła się 9 grudnia 2018 roku w Krynicy-Zdroju. 
Miss Polski została Olga Buława ze Świnoujścia.

## Rezultaty
| Tytuł            | Laureatka                                                                                          |
| ---------------- | -------------------------------------------------------------------------------------------------- |
| Miss Polski 2018 | Olga Buława                                                                                        |
| I Wicemiss       | Karina Szczepanek                                                                                  |
| II Wicemiss      | Joanna Babynko                                                                                     |
| III Wicemiss     | Kinga Wawrzyniak                                                                                   |
| IV Wicemiss      | Marta Kaczmarczyk                                                                                  |
| Top 10           | Angelika Hejnar - Miss Foto Roksana Oraniec Klaudia Pustkowska Luiza Szczerbowska Elwira Talkowska |

### Nagrody specjalne
| Tytuł                         | Laureatka            |
| ----------------------------- | -------------------- |
| Miss Widzów Polsatu           | Joanna Babynko       |
| Miss Polski Wirtualnej Polski | Joanna Babynko       |
| Miss Internetu                | Luiza Szczerbowska   |
| Miss Foto                     | Angelika Hejnar      |
| Miss Mediów Społecznościowych | Dominika Mieczkowska |

## Finalistki
W czerwcu podczas półfinału w Kozienicach wybrano 28 finalistek.
| Nr | Kandydatka           | Wiek | Wzrost | Województwo         | Miejscowość        | Tytuł / Sposób kwalifikacji              |
| -- | -------------------- | ---- | ------ | ------------------- | ------------------ | ---------------------------------------- |
| 1  | Joanna Babynko       | 22   | 178 cm | Podlaskie           | Białystok          | I Wicemiss Podlasia                      |
| 2  | Weronika Bartkowska  | 19   | 178 cm | Pomorskie           | Trzebcz Królewski  | II Wicemiss Ziemi Pomorskiej             |
| 3  | Aleksandra Bodora    | 23   | 174 cm | Opolskie            | Opole              | Miss Opolszczyzny                        |
| 4  | Aleksandra Bogdan    | 20   | 170 cm | Warmińsko-mazurskie | Braniewo           | Miss Warmii i Mazur                      |
| 5  | Katarzyna Bukowiec   | 24   | 180 cm | Zachodniopomorskie  | Płoty              | Miss Ziemi Zachodniopomorskiej           |
| 6  | Olga Buława          | 27   | 171 cm | Zachodniopomorskie  | Świnoujście        | II Wicemiss Ziemi Zachodniopomorskiej    |
| 7  | Justyna Flejsner     | 22   |        | Łódzkie             | Łódź               | Miss Ziemi Łódzkiej                      |
| 8  | Sylwia Gibała        | 21   |        | Mazowieckie         | Pionki             | Miss Ziemi Radomskiej                    |
| 9  | Angelika Hejnar      | 21   |        | Podkarpackie        | Krosno             | zielona karta Podkarpacia                |
| 10 | Anna-Maria Jaromin   | 20   |        | Śląskie             | Katowice           | Miss Beskidów                            |
| 11 | Marta Kaczmarczyk    | 23   |        | Mazowieckie         | Mrągowo            | I Wicemiss Warszawy                      |
| 12 | Kinga Kołaczyńska    | 21   |        | Kujawsko-pomorskie  | Bydgoszcz          | II Wicemiss Regionu Kujawsko-Pomorskiego |
| 13 | Aleksandra Kowalczyk | 21   |        |                     | Londyn             | I Wicemiss UK & Ireland                  |
| 14 | Wiktoria Kędzierska  | 22   |        | Śląskie             | Gliwice            | zgłoszenie internetowe                   |
| 15 | Małgorzata Mazur     | 21   |        | Pomorskie           | Elbląg             | II Wicemiss Wybrzeża                     |
| 16 | Dominika Mieczkowska | 20   |        | Śląskie             | Tychy              | I Wicemiss Śląska                        |
| 17 | Aleksandra Nowacka   | 19   |        | Mazowieckie         | Szydłowiec         | I Wicemiss Ziemi Radomskiej              |
| 18 | Dominika Ociepa      | 23   |        | Śląskie             | Częstochowa        | Miss Ziemi Śląskiej                      |
| 19 | Roksana Oraniec      | 22   |        | Świętokrzyskie      | Ćmielów            | zgłoszenie internetowe                   |
| 20 | Klaudia Pustkowska   | 22   |        | Podkarpackie        | Sokołów Małopolski | Miss Podkarpacia                         |
| 21 | Karolina Soczewka    | 21   |        | Mazowieckie         | Warszawa           | III Wicemiss Warszawy                    |
| 22 | Karina Szczepanek    | 23   |        | Podlaskie           | Siemiatycze        | II Wicemiss Podlasia                     |
| 23 | Luiza Szczerbowska   | 23   | 171 cm | Śląskie             | Oświęcim           | I Wicemiss Beskidów                      |
| 24 | Elwira Talkowska     | 26   |        | Podlaskie           | Łomża              | Miss Ziemi Łomżyńskiej                   |
| 25 | Magdalena Wasiluk    | 22   |        | Podlaskie           | Białystok          | Miss Podlasia                            |
| 26 | Kinga Wawrzyniak     | 22   |        | Małopolskie         | Kraków             | Miss Małopolski                          |
| 27 | Karolina Wojtiuk     | 19   |        | Lubelskie           | Chełm              | I Wicemiss Lubelszczyzny                 |
| 28 | Paloma Żochowska     | 24   |        | Mazowieckie         | Warszawa           | Miss Warszawy                            |

## Jury
- Kamila Świerc – Miss Polski 2017
- Viola Piekut – projektantka mody
- Tomasz Olejniczak – projektant mody
- Renata Kaczoruk – modelka
- Maria Niklińska – aktorka
- Dominika Tajner-Wiśniewska – menadżerka gwiazd

## Pokazy
- Hector&Karger – suknie koktajlowe
- Sugarfree – stroje casual
- Self Collection – stroje kąpielowe
- Tomaotomo – stroje glamour
- Viola Piekut – suknie ślubne
- Viola Piekut – suknie wieczorowe

## Międzynarodowe konkursy piękności
Finalistki Miss Polski 2018 reprezentowały Polskę w następujących międzynarodowych konkursach piękności:
| Kandydatka        | Konkurs                            | Osiągnięcia                                           |
| ----------------- | ---------------------------------- | ----------------------------------------------------- |
| Olga Buława       | Miss Universe 2019                 | –                                                     |
| Karina Szczepanek | Miss International 2019            | –                                                     |
| Joanna Babynko    | Miss Tourism International 2019/20 | 3. Wicemiss (Miss Tourism Cosmopolitan International) |